# Vitreolina bermudezi
Vitreolina bermudezi is een slakkensoort uit de familie van de Eulimidae. De wetenschappelijke naam van de soort is voor het eerst geldig gepubliceerd in 1933 door Pilsbry & Aguayo.